# Vuippens
Vuippens (toponimo francese; in tedesco Wippingen, desueto) è una frazione del comune svizzero di Marsens, nel Canton Friburgo (distretto della Gruyère).

## Geografia fisica
Vuippens è affacciato sul Lago della Gruyère.

## Storia

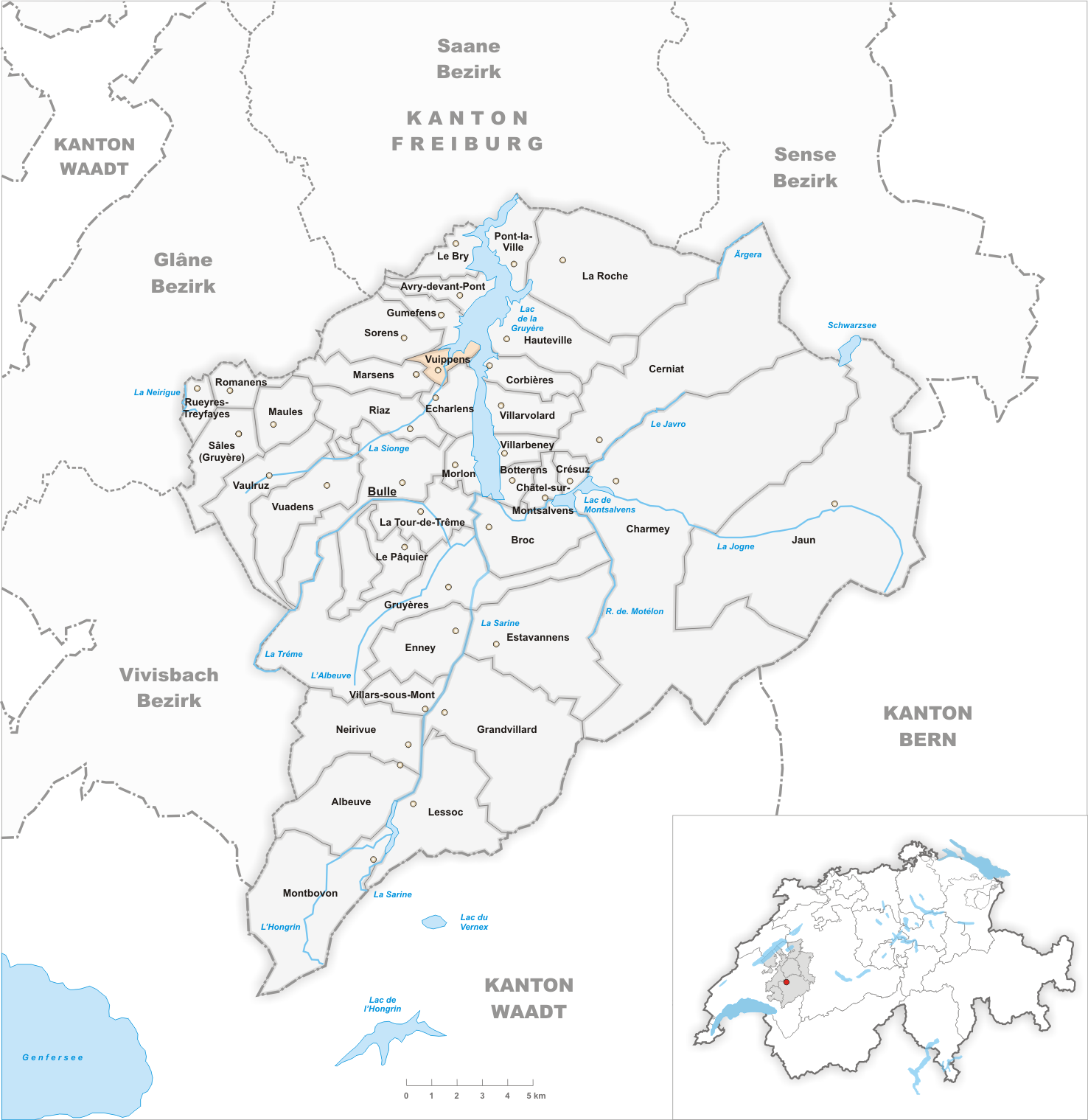
Il territorio del comune di Vuippens prima degli accorpamenti comunali del 2001

Già comune autonomo che si estendeva per 1,8 km², nel 2001 è stato accorpato a Marsens.

## Monumenti e luoghi d'interesse

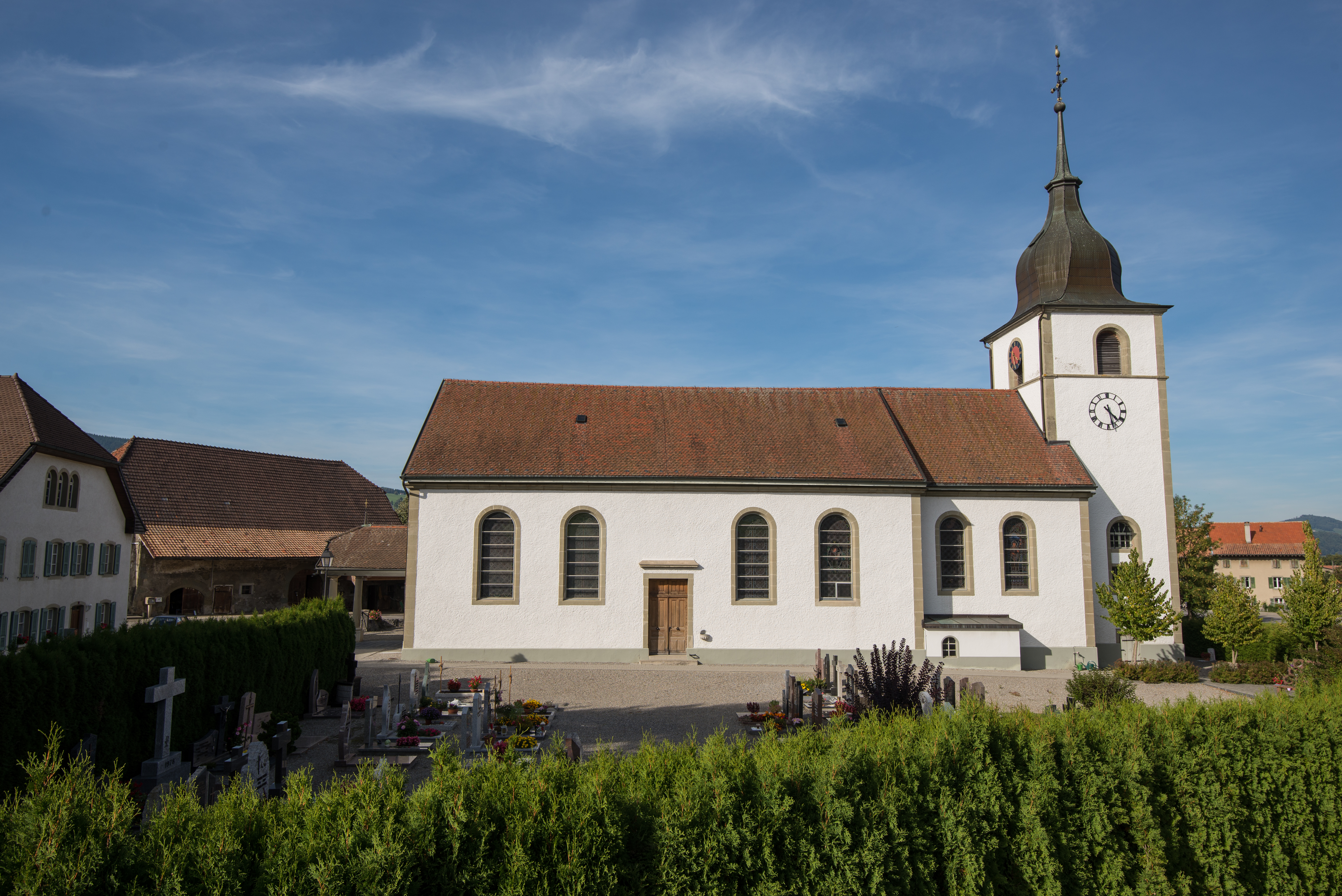
La chiesa cattolica di San Sulpizio

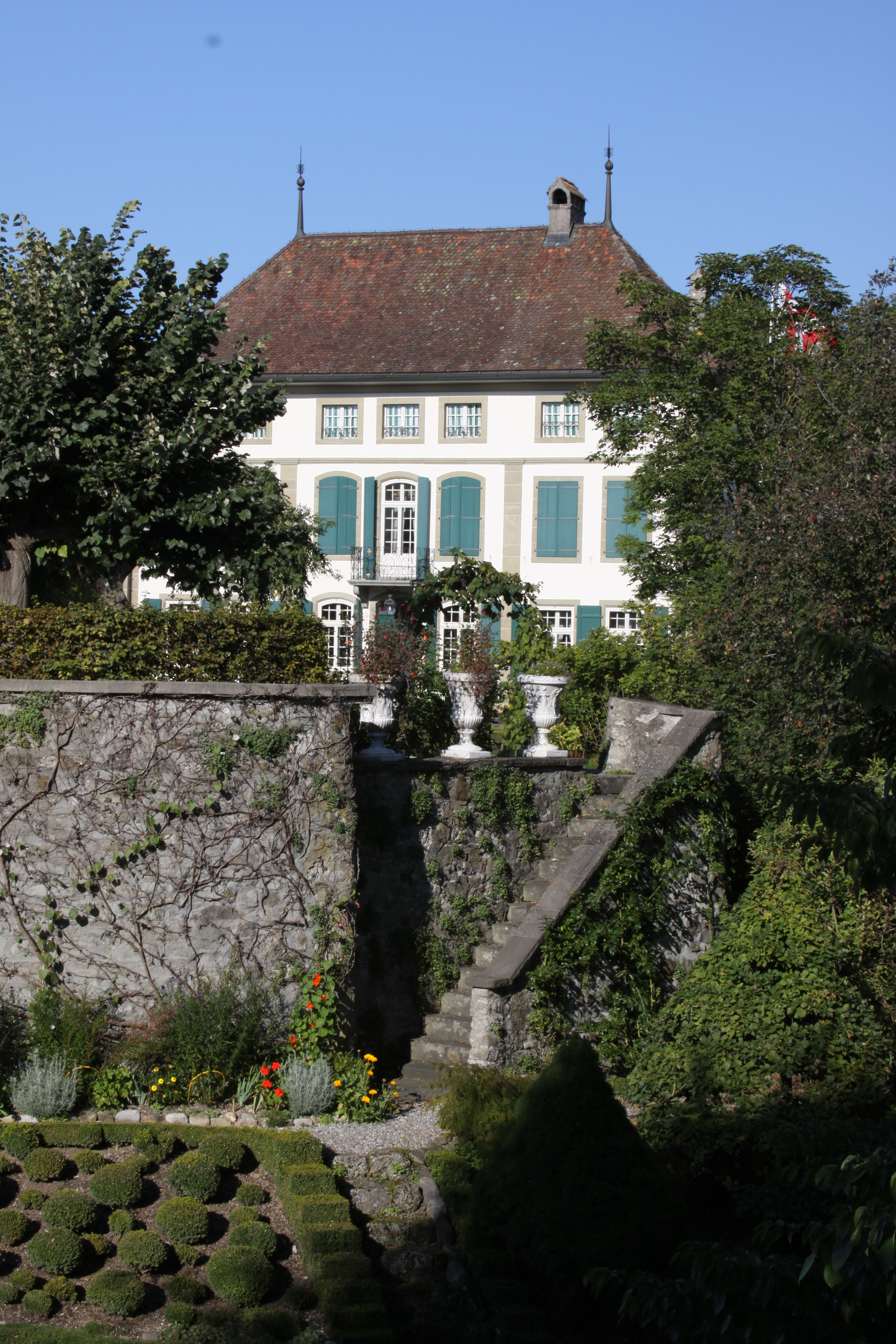
Il castello balivale

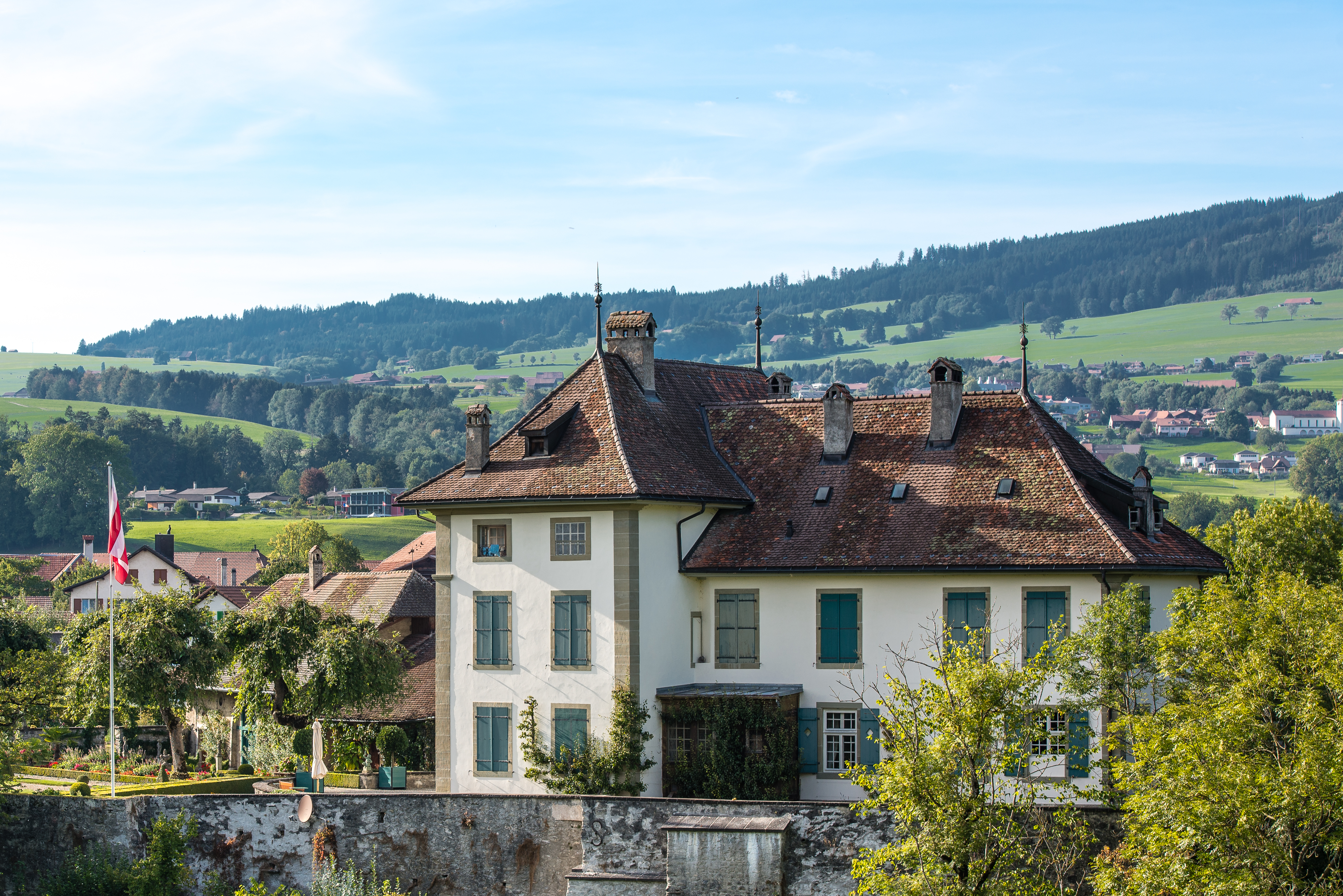
Il castello di Boccard

- Chiesa cattolica di San Sulpizio, ricostruita nel 1791 e nel 1862[1];
- Castello balivale, attestato dal 1224 e ricostruito nel 1778[1];
- Castello di Boccard, eretto nel XVI secolo[1].

## Società

### Evoluzione demografica
L'evoluzione demografica è riportata nella seguente tabella:
Abitanti censiti

## Amministrazione
Ogni famiglia originaria del luogo fa parte del comune patriziale che ha la responsabilità della manutenzione di ogni bene comune.